# Ivana Djilas
Ivana Djilas, slovenska gledališka režiserka srbskega rodu* 25. junij 1976, Beograd.

## Življenje
Obiskovala je Fakulteto dramskih umetnosti v Beogradu in diplomirala kot gledališka in radijska režiserka. V Srbiji je režirala samo eno predstavo, in sicer Zakonsko igro Edwarda Albeeja. Podiplomski študij je vpisala na AGRFT v Ljubljani in opravila magisterij pod mentorskim vodstvom Dušana Jovanovića leta 2007 na temo Vizualizacija romana – alternativni pristop k uprizarjanju romana v gledališču. Je mati dveh otrok: biološkega in posvojenega.

## Delo
Posvetila se je večinoma delu v slovenskem gledališču. Režirala je v mnogih profesionalnih gledališčih in gledaliških skupinah, od leta 2004 je tudi vodja in producentka gledališke skupine Familija. Zrežirala je približno štirideset predstav, ki so nastajale v veliki večini ob sodelovanju dramaturginje Tatjane Doma. Žanrsko različne predstave so polne prepletanj z lutkovnimi tehnikami, videom in živo glasbo. Njen ustvarjalni repertoar obsega dramska besedila: Skrivni strahovi na javnih krajih Alana Ayckbourna (SNG Nova Gorica, 2008), Ahasver Vasilija Sigareva (SNG Drama Ljubljana, 2007), Ta postelja je prekratka Nine Mitrović (SNG Nova Gorica, 2007), Tukaj Michaela Frayna (Mestno gledališče Ptuj, 2006), Delirij v dvoje Eugèna Ionesca (Gledališče Glej, 2004), Anywhere Out of This World Boštjana Tadla (SNG Drama Ljubljana, 2004), Disco pigs Ende Walsh (Gledališče Glej, 2002). Ena izmed njenih ljubezni so predstave za otroke – dramske, ki jih je delala tudi na osnovi priredb – in lutkovne, kjer odkriva čarobni svet in tehniko izvedbe v lutkovnem gledališču. Druga ljubezen so ji glasbenogledališki projekti, ki jih ustvarja skupaj z možem Boštjanom Gombačem: kabaretna predstava Patty Diphusa, izpovedi pornodive , O čem govorimo, kadar govorimo o ljubezni … Piše tudi članke in sodeluje na znanstvenih konferencah. Uredila je tudi zbirko esejev Odraščajoča publika - osem esejev o vlogi gledališča za otroke in mladino v sodobni družbi. Deluje tudi kot producentka koncertov, zgoščenk, kratkih animiranih filmov (Patty, kratki film v perverzih – nagrada za najboljši film na festivalu kratkega filma v Milanu, 2007) in predstav v okviru društva Familija. Sanja o odprtju varieteja.

## Režije

### 2010 - 2018
- 2016; Katja Gehrmann MEDVED IN MALI, Lutkovno gledališče Ljubljana
- 2016; TISOČ IN ENA NOČ, Mestno gledališče ljubljansko
- 2015; POBEGLA HIŠKA, Lutkovno gledališče Maribor
- 2015; Ira Ratej GLEDALIŠČE OD Ž DO A, Drama SNG Maribor
- 2015; Rafael Spregelburd NEUMNOST, SNG Nova Gorica
- 2014; Simona Semenič PEPELKA, Lutkovno gledališče Ljubljana
- 2014; JURI MURI V AFRIKI PLEŠE, Plesni teater Ljubljana
- 2012; Dorota Masłowska PRI NAS JE VSE V REDU, SNG Drama Ljubljana
- 2012; Charles Bukowski SMRT KADI MOJE CIGARE, Slovensko mladinsko gledališče

### 2000 - 2009
- 2009; Rudyard Kipling KNJIGA O DŽUNGLI, Lutkovno gledališče Ljubljana 2008
- Waldemar Bonsels ČEBELICA MAJA, Lutkovno gledališče Maribor 2007
- Nina Mitrović TA POSTELJA JE PREKRATKA ALI SAMO FRAGMENTI, SNG Nova Gorica
- 2006; Laura Esquivel, Tatjana Doma, Ivana Djilas ATRAKCIJA POLIFEMO, Zunajinstitucionalni projekti
- 2005; Jerzy Kosinski GOSPOD CHANCE (BEING THERE), Prešernovo gledališče Kranj
- 2004; MOJ FANT SE JE VRNIL IZ VOJNE. PO VEČERJI SO NAJU PUSTILI SAMA, Zunajinstitucionalni projekti
- 2003; DRUGAČEN, Mini teater Ljubljana
- 2002; Enda Walsh DISCOPIGS, Gledališče GLEJ
- 2000 Samuel Beckett Čakajoč Godota, r, Dušan Jovanović, SNG Drama Ljubljana - asistenca režije

## Adaptacije
- 2010 Maurice Meaterlinck Modra ptica, Drama SNG Maribor
- 2009 Voltaire Kandid ali optimizem, Drama SNG Maribor
- 2008 Waldemar Bonsels Čebelica Maja, r. Ivana Djilas, Lutkovno gledališče Maribor
- 2005 Alan Ford v epizodi Če hočeš zmagati, ne smeš izgubiti, r. Ivana Djilas, Šentjakobsko gledališče Ljubljana
- 2004 Erich Kästner Dvojčici, r. Ivana Djilas, SLG Celje
- 2004 Pedro Almodovar Patty Diphusa, MGL in Društvo Familija
- 2003 Agota Kristof Šolski zvezek, r. Ivana Djilas, SNG Drama Ljubljana in E.P.I. Center Ljubljana
- 2002 Toon Telegen "Ko nihče ni imel kaj početi", r. Ivana Djilas, Mini teater in Gledališče Jaz in Ti

## Nagrade
- 2010 Borštnikova nagrada za režijo predstave Zasebno življenje v SNG Drama Ljubljana (obrazložitev)
- 2008 Nagrada za najboljšo predstavo na 11. mednarodnem festivalu Taterfest v Sarajevu za uprizoritev Patty Diphusa (MGL in Društvo Familia)
- 2007 Nagrada za režijo na festivalu Maruličevi dnevi v Splitu za uprizoritev Ta postelja je prekratka (SNG Nova Gorica)
- 2003 Posebna nagrada za predstavo v celoti na Bijenalu lutkovnega gledališča v Mariboru (Toon Tellegen Ko nihče ni imel kaj početi, Mini teater     Ljubljana)
- 2003 Najboljša predstava na Pikinem festivalu v Velenju (Roald Dahl Gregorjevo čudežno zdravilo, Mestno gledališče Ptuj)
- 2023 Rožančeva nagrada za zbirko esejev A si lahko vsaj enkrat tiho

## Monografske publikacije
Ivana Djilas: Hiša. Cankarjeva Založba, Ljubljana 2017.
"Mislim, da točno vem, kdaj sem hišo zasovražila. V nekem trenutku sem jo imela še rada, v naslednjem pa sem jo že sovražila. Podobno kot bivšega partnerja po ločitvi, ko naenkrat vse vidiš z drugimi očmi. V trenutku ti oseba, ki si jo imel rad in si dal z njo vse živo skozi, ni samo tujec, ampak tudi sovražnik. Srce se ti skrči in v njem ni več prostora za to osebo ali stvar. A slišiš, hiška: sovražim te." (str. 211).

### Recenzija knjigeHiša
V Knjigi Ivane Djilas – Hiša –avtorica riše portret prekarnega delavca oziroma delavke, katere um je izrazito spektakelsko naravnan (s spektakelskim je mišljeno sodobno oblikovano ohišje in votla notranjost). Par pri štiridesetih si želi hišo, družino in dva avtomobila, vendar si takšnega življenja ne more privoščiti. Konflikt je torej zagotovljen. Notranja tekstura knjige je pisana v specifičnem žanru. V knjigi ne bomo našli literarnih, liričnih pasaž, pač pa izrazito povnanjeno govorico, katere namen je zabavati, pritegniti bralca.
Glavna junakinja je štiridesetletna mama, žena, samozaposlena. Avtorica pojasni, da junakinja samo s pomočjo vsakodnevnih seznamov zmore ohranjati nadzor nad svojim življenjem, večinoma pa sledimo padajoči krivulji njenih emocionalnih izbruhov seveda zaradi nepredvidljive situacije, v kateri se je znašla skupaj z družino.
Nekje avtorica zapiše, da je treba hišo »izprazniti in depersonalizirati«, da bi se jo lažje prodalo.
Hiša je trivialna, saj obstaja varno področje, kamor se zateka. In to varno področje je avtoričin glas. To pomeni, da so junaki samo navidezno v krizi. V knjigi bomo komajda našli stranske like. Mož junakinje, ki koncertira po raznih koncih sveta, je resda nekakšen glas razuma, vendar ga avtorici ne uspe videti kot celostne osebnosti, pač pa je ves fragmentiran.
Hiša se torej bere kot enoglasni monolog, ki se konča precej omledno.

### Intervju
Skozi napake grem, da se bolje pripravim na naslednje.